# Frankfurt am Main
Frankfurt am Main (AFI: [ˈfʁaŋkfʊʁt am ˈmaɪ̯n], ouvirⓘ), Frankfurt sobre o Meno ou Francoforte do Meno, mais conhecida simplesmente como Frankfurt ou Francoforte, é a maior cidade do estado alemão de Hesse e a quinta maior cidade da Alemanha, com uma população de aproximadamente 732 688 habitantes em 2015. Sua área urbana tinha uma população estimada de 2,3 milhões de habitantes em 2010. A cidade está no centro da região metropolitana Frankfurt/Reno-Meno que tem uma população de 5,6 milhões de habitantes e é a segunda maior região metropolitana da Alemanha. Desde a expansão da União Europeia de 2007, o centro geográfico da União encontra-se a 40km a leste de Frankfurt.
Frankfurt é o centro financeiro e de transportes da Alemanha e o maior centro financeiro da Europa continental. Em Frankfurt estão localizadas sedes de importantes instituições como a do Banco Central Europeu, do Banco Federal Alemão e da Bolsa de Valores de Frankfurt, bem como vários grandes bancos comerciais, como por exemplo o Deutsche Bank, o Commerzbank e o DZ Bank. Nos transportes a cidade se destaca em âmbito mundial: o Aeroporto de Frankfurt é um dos mais movimentados de todo o mundo; a Estação Central de Frankfurt é um dos maiores terminais de trens da Europa; e a Frankfurter Kreuz é um dos trevos rodoviários mais utilizados na Europa. Ao mesmo tempo, a DE-CIX possui o maior tráfego de ponto de troca de internet do mundo.
A cidade é a única na Alemanha listada como uma das dez cidades globais alfa do mundo. Frankfurt fica na Antiga Zona de Ocupação Americana na Alemanha e era antigamente a cidade sede do Exército dos Estados Unidos na Alemanha. Em 2011, a companhia Mercer apontou Frankfurt como a 7.º cidade em qualidade de vida do mundo. De acordo com a pesquisa de custo de vida do The Economist, Frankfurt é a cidade alemã mais cara e a 10.ª cidade mais cara do mundo.

## Etimologia
Parte da antiga Francônia, seus habitantes foram os primeiros Francos. A cidade está localizada em um antigo vau no rio Meno, cuja palavra alemã é "Furt". Assim, o nome da cidade pode ser traduzido como o "Vau dos Francos".
De acordo com o Prof. Rebelo Gonçalves, no seu Vocabulário da Língua Portuguesa o topónimo correto em português é Francoforte do Meno.

## História

### Fundação

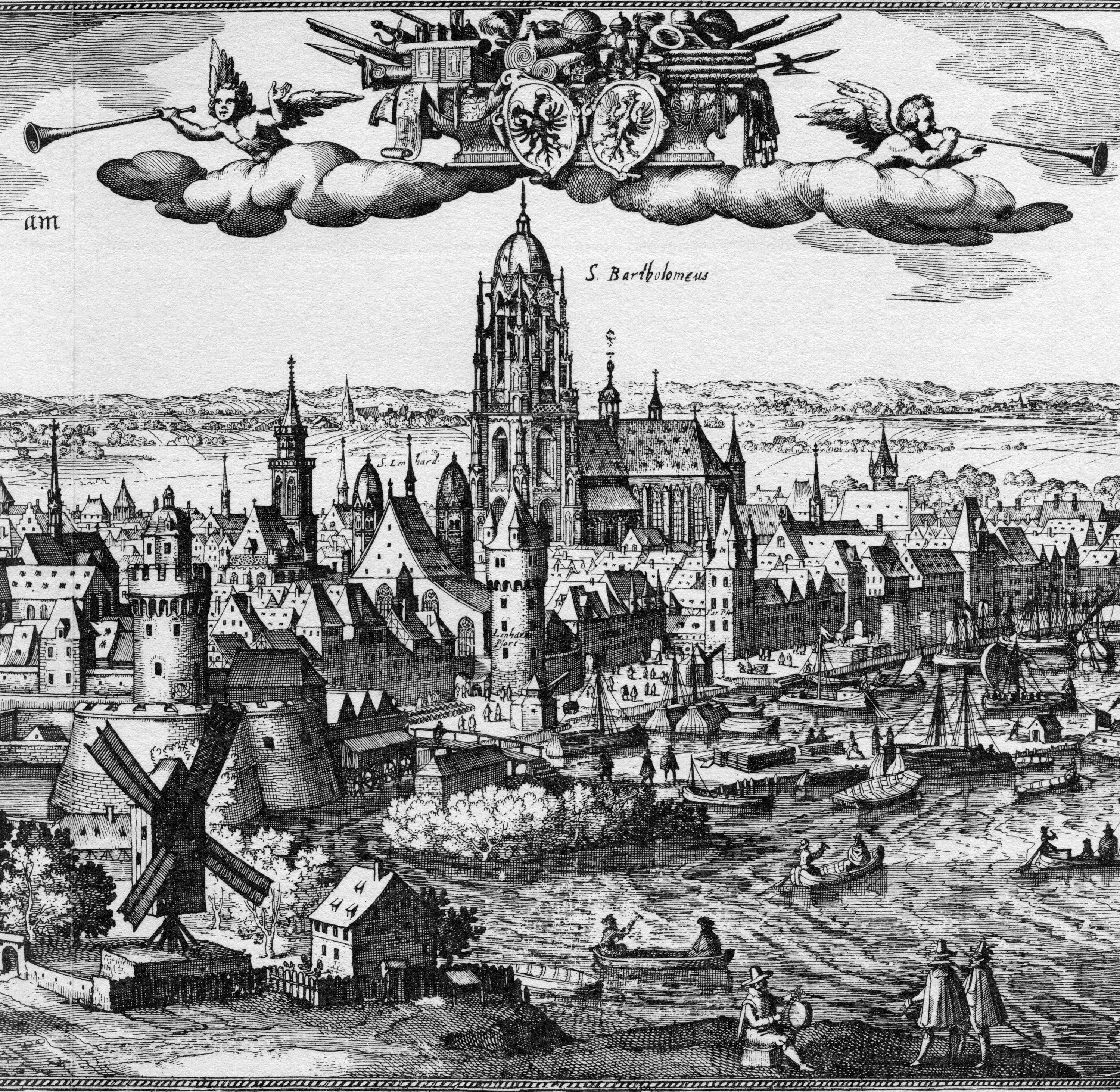
Frankfurt em 1617.

Na área de Römer, assentamentos romanos foram estabelecidos provavelmente no século I; alguns artefatos daquela época são encontrados até hoje.
Frankfurt também foi uma das cidades mais importantes do Sacro Império Romano-Germânico. A partir de 855, reis e imperadores alemães eram eleitos em Frankfurt e coroados em Aachen. A partir de 1562, os reis e imperadores também passaram a ser coroados em Frankfurt, sendo que Maximiliano II  foi o primeiro. Esta tradição terminou em 1792, quando Francisco I foi eleito. Sua coroação foi deliberadamente realizada no Dia da Bastilha, em 14 de julho, o aniversário da tomada da Bastilha. As eleições e a coroação aconteceram na Catedral de São Bartolomeu, conhecida como Kaiserdom ("Catedral do Imperador").

### Século XIX

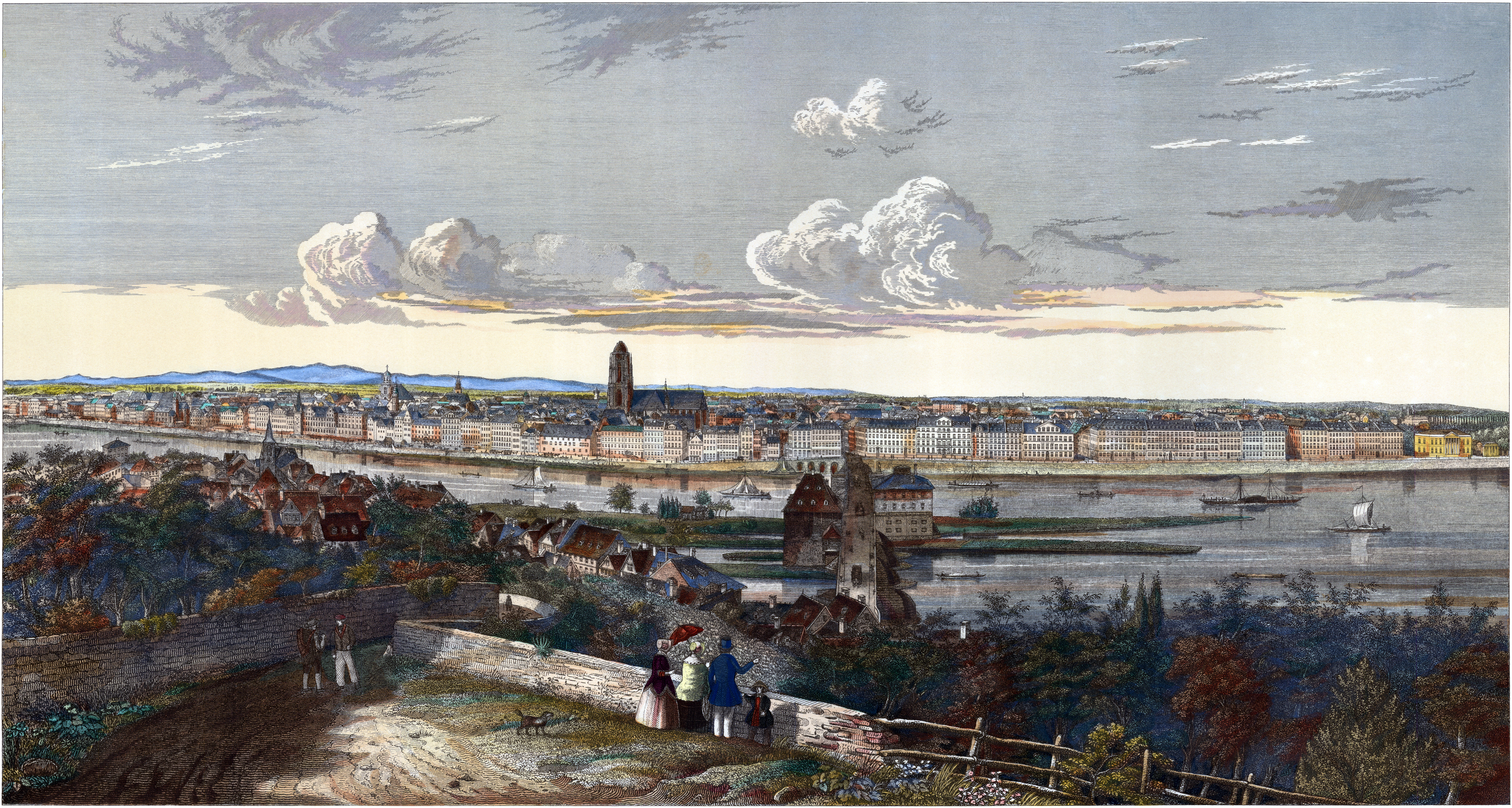
Frankfurt em 1845.

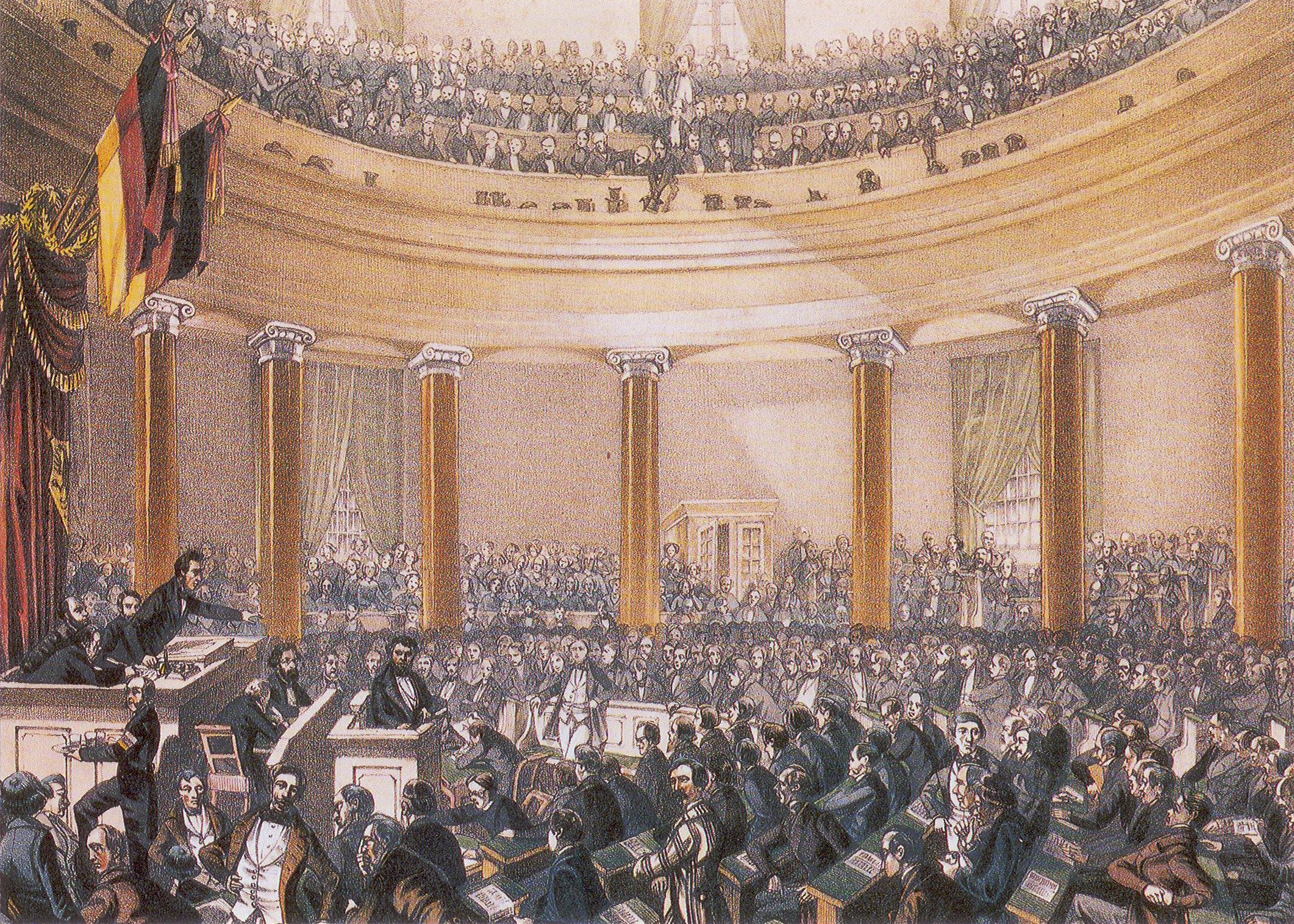
O Parlamento de Frankfurt em 1848

Durante as Guerras Napoleônicas, Frankfurt foi ocupada ou bombardeada várias vezes pelas tropas francesas. No entanto, a cidade ainda permaneceu livre até o colapso total do Sacro Império Romano-Germânico em 1805/6. Em 1806 ele se tornar parte do Aschafemburgo, o que significou que Frankfurt foi incorporada a Confederação do Reno. Em 1810, Karl Theodor von Dalberg adotou o título de um Grão-Duque de Frankfurt. Napoleão Bonaparte pretendia fazer de seu filho adotivo, Eugênio de Beauharnais, então Prince de Venise ("príncipe de Veneza", a primogenitura recém-criado na Itália), o Grão-Duque de Frankfurt após a morte de Dalberg, visto que, como um bispo católico, ele não tinha herdeiros legítimos. O grão-ducado teve curta duração (1810-1813) e acabou quando os aliados anglo-prussianos acabaram com o domínio de Napoleão na Europa Central.
Após a derrota e abdicação definitiva de Napoleão, o Congresso de Viena (1814-1815) redesenhou o mapa político da Europa e dissolveu o Grão-Ducado, quando então Frankfurt entrou na recém-fundada Confederação Germânica como uma cidade livre. Depois da revolução malfadada de 1848, Frankfurt foi a sede do primeiro parlamento alemão democraticamente eleito, o Parlamento de Frankfurt, que se reuniu no Frankfurter Paulskirche (Igreja de São Paulo) e foi inaugurado em 18 de maio de 1848. A instituição faliu em 1849 quando o rei da Prússia declarou que não aceitaria "a coroa da sarjeta". No ano de sua existência, o parlamento desenvolveu uma constituição comum para uma Alemanha unificada, com o rei da Prússia como seu monarca.

### Século XX

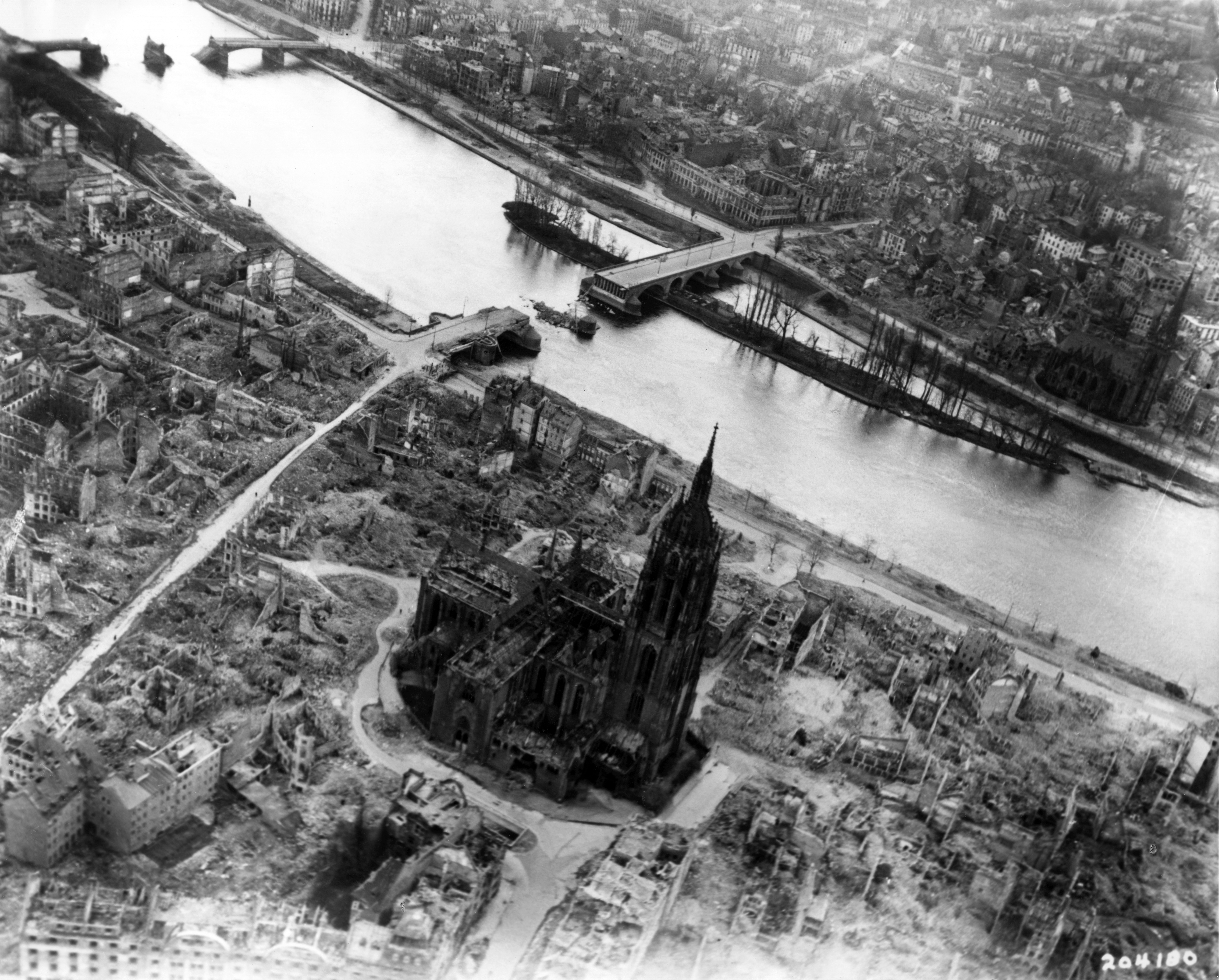
A cidade em ruínas em maio de 1945

Frankfurt foi severamente bombardeada durante a Segunda Guerra Mundial (1939-1945). Cerca de 5 500 moradores foram mortos durante os ataques e o seu famoso centro histórico medieval, na época o maior da Alemanha, foi quase completamente destruído. A cidade tornou-se um campo de batalha no início 26 de março de 1945, quando os Aliados marcharam sobre a Alemanha Nazista.
O Exército dos Estados Unidos capturou Frankfurt depois de vários dias de intensos combates e a região foi declarada segura em 29 de março de 1945.
Após o fim da guerra, Frankfurt tornou-se parte do recém-criado estado de Hesse, que consiste no velho Hesse-(Darmstadt) e as províncias da Prússia-Hesse. A cidade era parte da Zona Americana de Ocupação da Alemanha. O Governador Militar da Zona Americana de Ocupação (1945-1949) e do Alto Comissariado das Nações Unidos para a Alemanha (HICOG) (1949-1952) ficava sediado no mesmo local da IG Farben Building, intencionalmente deixado intacto pelos bombardeios de guerra dos Aliados.

## Geografia

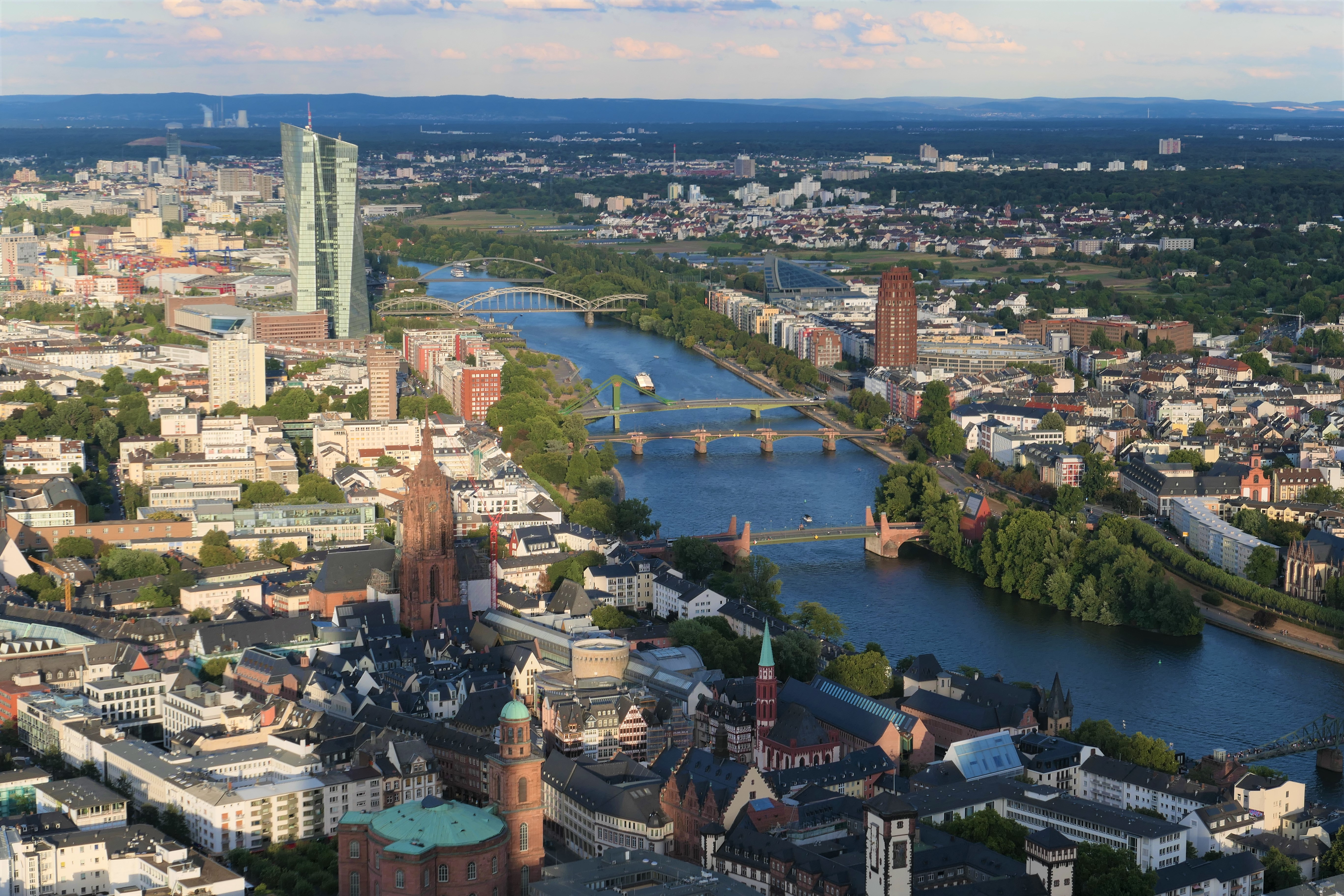
Vista geral da cidade

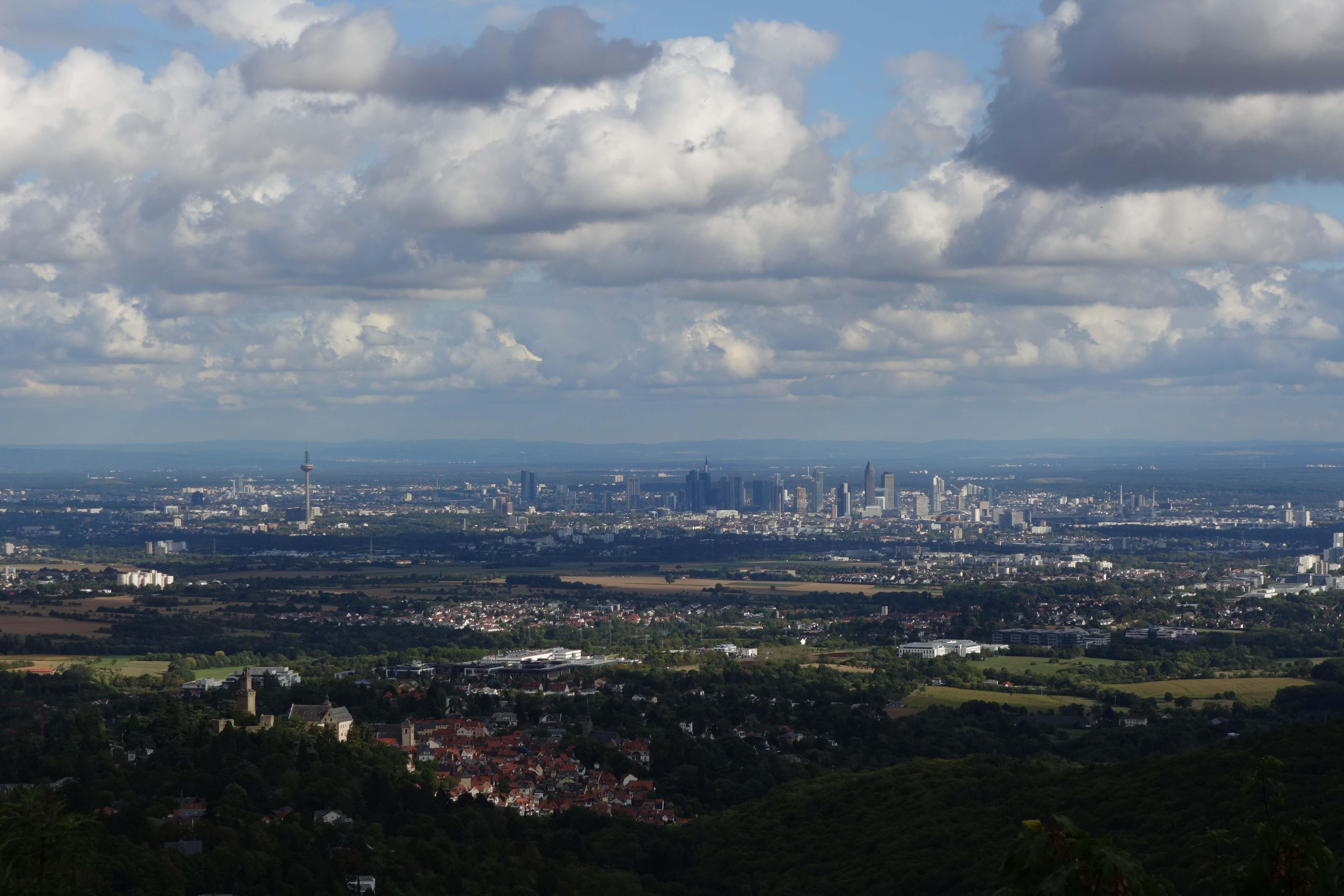
Frankfurt e aglomeração

Frankfurt está localizada em ambos os lados do rio Meno, sudeste da cordilheira de Taunus. É a maior cidade do estado federado de Hesse, na parte sudoeste da Alemanha. A parte sul da cidade contém a maior floresta urbana de toda a Alemanha. Os limites da cidade abrangem 248,31 quilômetros quadrados e se estende por 23,4 km na direção leste-oeste e 23,3 km na direção norte-sul.
O centro de Frankfurt está localizado no lado norte do rio Meno, no distrito da cidade de Altstadt (centro histórico) e do distrito Innenstadt circundante. O centro geográfico está localizado no distrito da cidade de Bockenheim, perto da estação de Frankfurt.

## Demografia

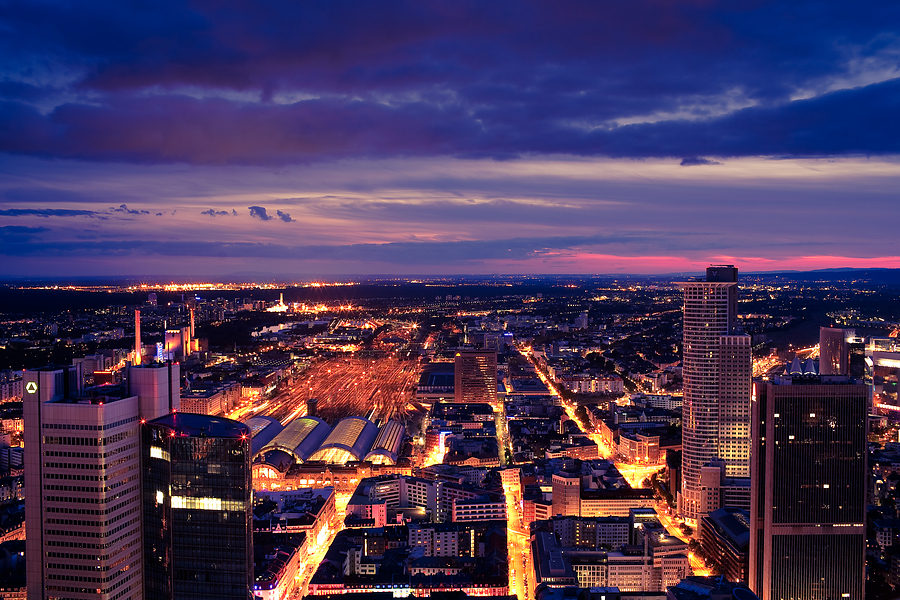
Vista da cidade à noite

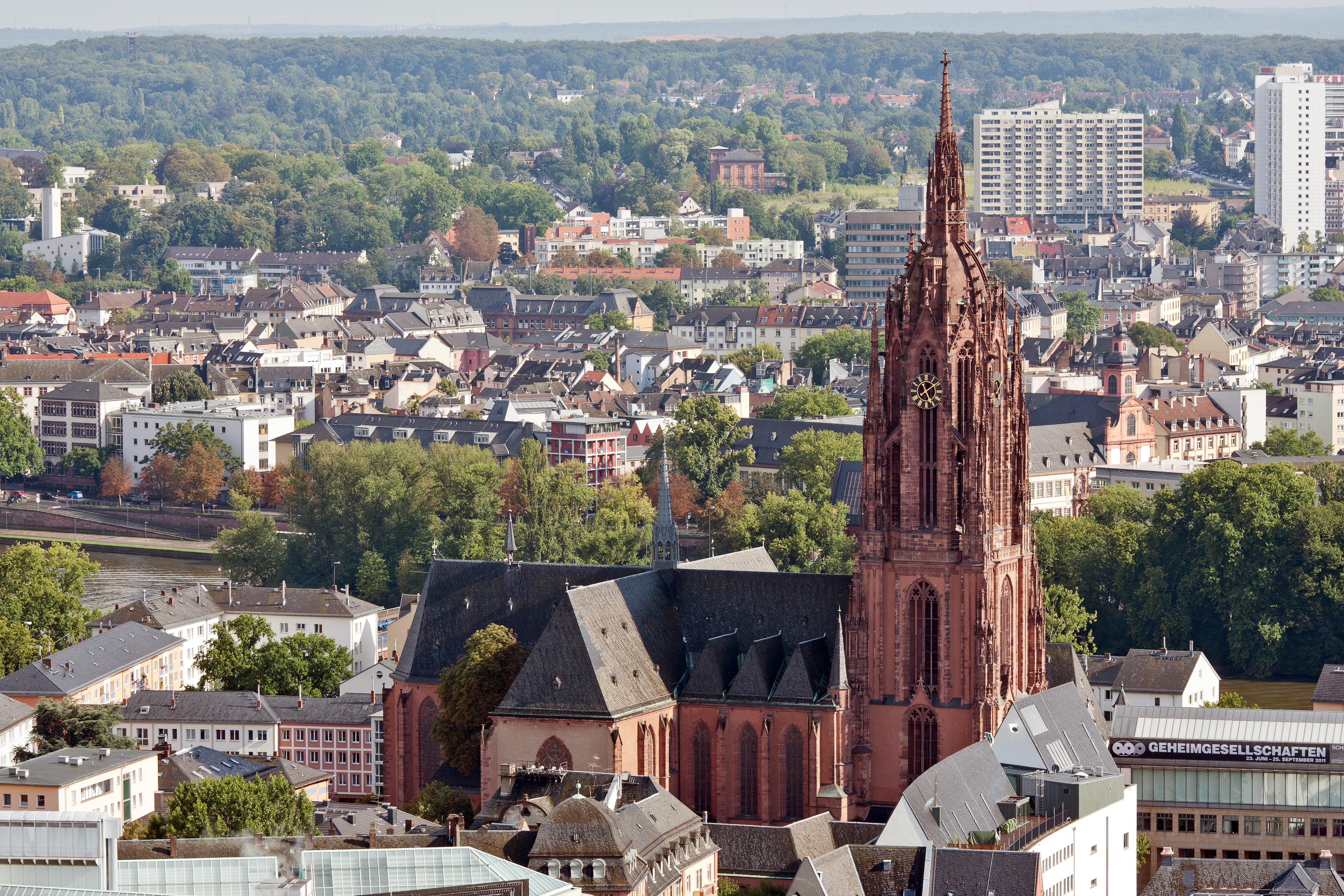
Catedral de Frankfurt

Com uma população de 687.775 habitantes (2012) dentro de seus limites administrativos e de 2,5 milhões de pessoas em sua área urbana real, Frankfurt é a quinta maior cidade da Alemanha, depois de Berlim, Hamburgo, Munique e Colônia. A cidade é considerada uma cidade cosmopolita e multicultural por ser o lar de pessoas de mais de 180 nacionalidades diferentes. Além da maioria étnica alemã, a cidade contém populações consideráveis de imigrantes vindo de países como Turquia, Afeganistão, Itália, Croácia, Sérvia, Polônia, Grécia, Macedônia do Norte, Rússia, Bulgária, Líbano, Romênia, Bósnia e Herzegovina, Espanha, Portugal, França, Países Baixos, China, Japão, Estados Unidos, Áustria, Reino Unido, Colômbia, México, Paquistão, Marrocos e Índia. A área urbana de Frankfurt é também o lar de a segunda maior comunidade coreana na Europa e da maior comunidade tâmil, do Sri Lanka, da Alemanha. Quase 25% dos residentes de Frankfurt são cidadãos estrangeiros. Além disso, 40% dos residentes e 65% das pessoas com idade inferior a cinco anos têm origem imigrante.
Frankfurt é o centro da densamente povoada região metropolitana Frankfurt/Reno-Meno, com uma população de 5,5 milhões. Outras cidades importantes da região são Wiesbaden (capital de Hesse), Mainz (capital da Renânia-Palatinado), Darmstadt, Offenbach am Main, Hanau, Aschaffenburg, Bad Homburg vor der Höhe, Rüsselsheim, Wetzlar e Marburg.

### Religiões
Frankfurt foi historicamente uma cidade dominada por protestantes. No entanto, durante o século XIX, um número crescente de católicos se mudou para o local. Em 2006, os cristãos formavam cerca de 69% da população, sendo o catolicismo a maior denominação religiosa (45%), seguido pelo protestantismo (23%) e por 1% de outros cristãos (em sua maioria cristãos ortodoxos). De acordo com o Conselho Central dos Judeus na Alemanha, há 7 300 seguidores do judaísmo em Frankfurt, o que forma a terceira maior comunidade judaica da Alemanha, atrás de Berlim e Munique. Atualmente existem duas sinagogas na cidade. A Mesquita de Noor Ahmadiyya, construída em 1959, é a primeira mesquita na cidade e a terceira da Alemanha.

## Política

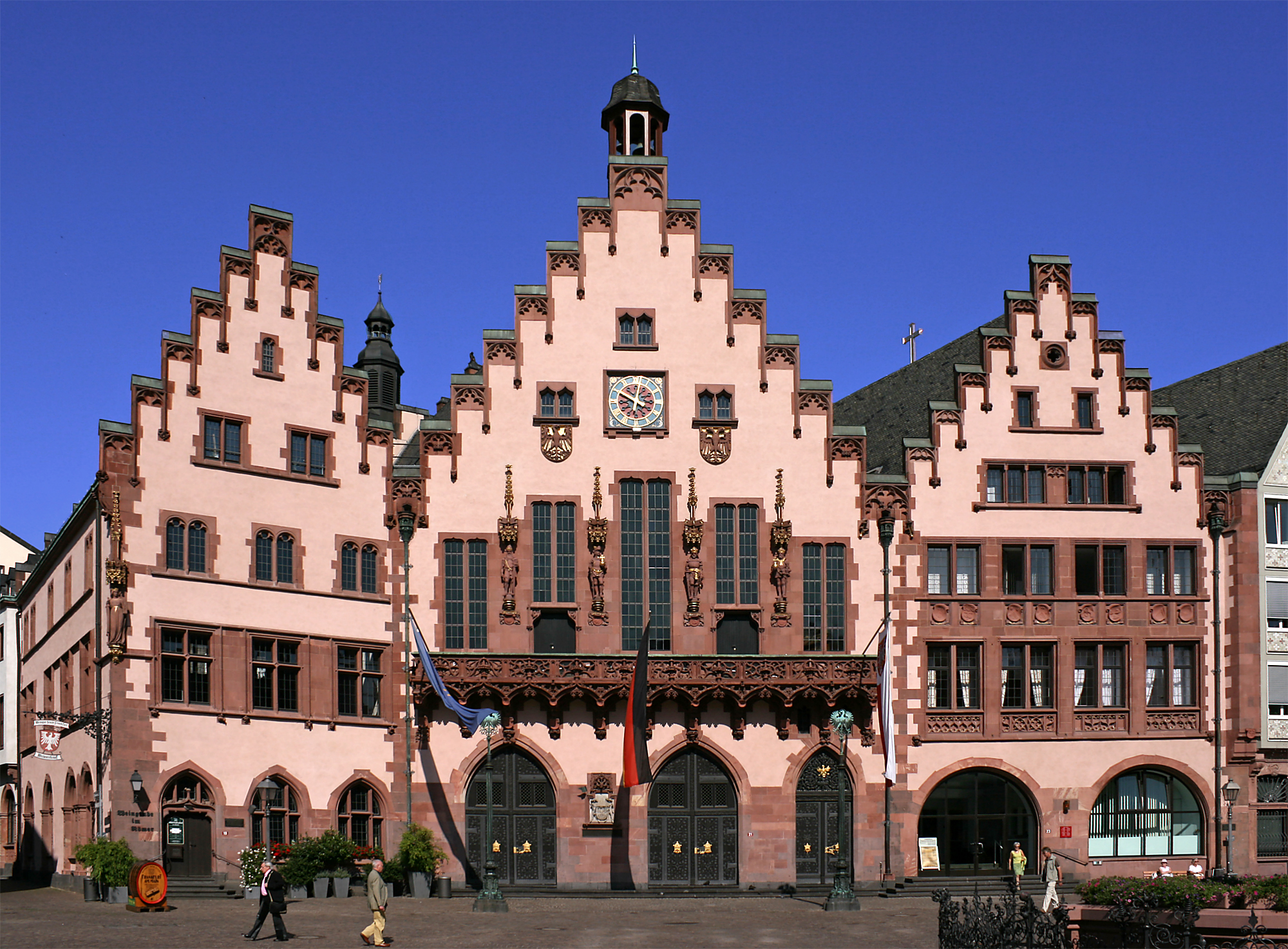
Prefeitura

### Cidades parceiras
Frankfurt am Main mantém parcerias com 17 cidades, com as quais mantém intercâmbio cultural e econômico:
| - Lyon - Birmingham - Budapeste - Cairo - Dubai - Esquixequir - Milão - Cantão - Deuil-la-Barre | - Praga - Granada - Cracóvia - Yokohama - Toronto - Telavive - Filadélfia - Lípsia |

## Economia

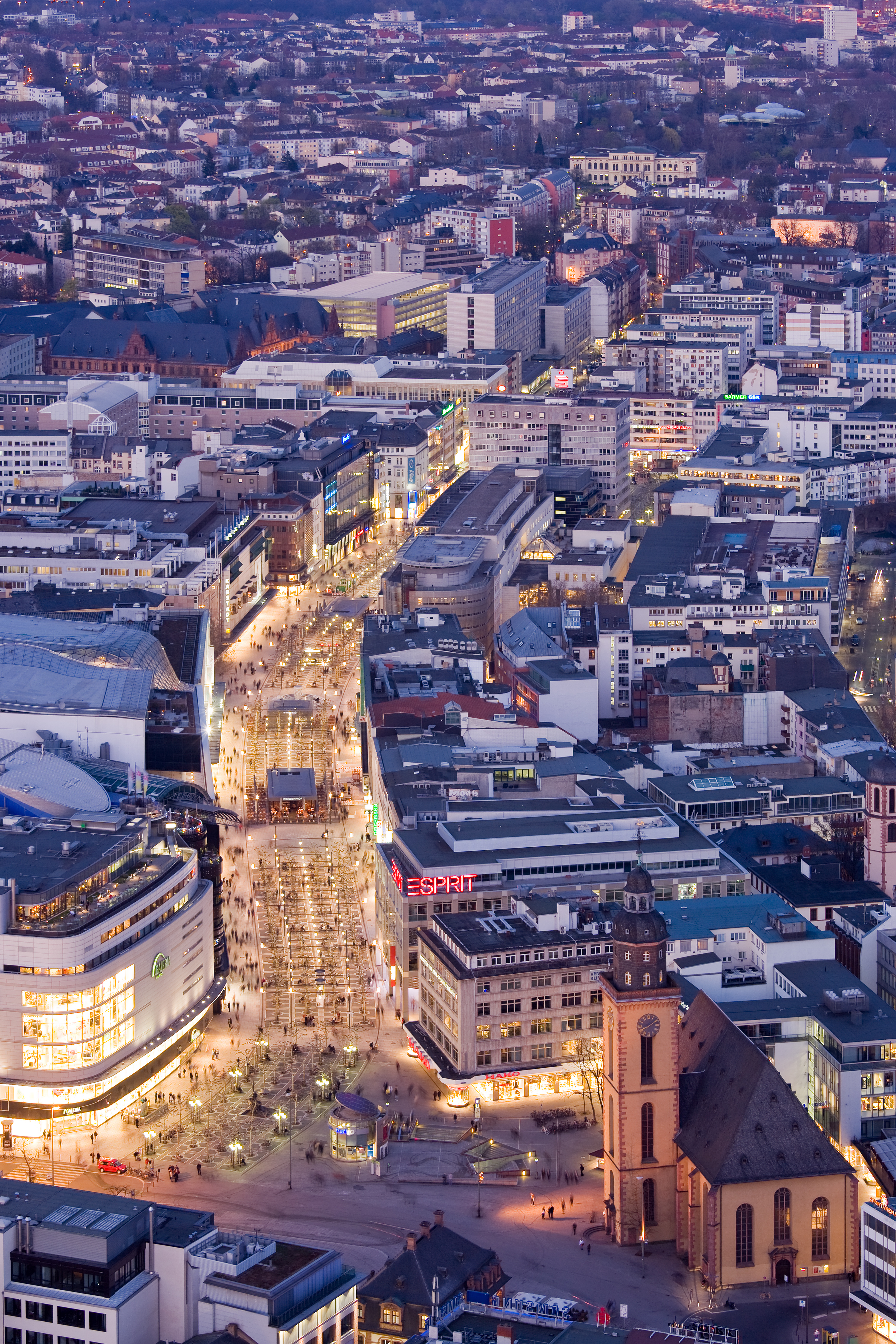
A rua Zeil.

Frankfurt am Main atualmente conta com mais de 670 mil de habitantes no município e cerca de cinco milhões em toda a área metropolitana que é a segunda maior região metropolitana da Alemanha, ficando atrás apenas da Região do Ruhr. É constituída de imensos arranha-céus e construções modernas, como o Commerzbank Tower e o MesseTurm que são os dois maiores arranha-céus comerciais da Europa e os segundo e terceiro arranha-céus da Europa respectivamente . Entretanto, o passado sempre entra em contraste com o futuro.
Frankfurt am Main é o mais importante centro financeiro da Europa Continental e o segundo mais importante da mesma depois de Londres, sendo uma das regiões economicamente mais ativas da União Europeia. Em Frankfurt am Main estão representados mais de três centenas de bancos nacionais e internacionais. Entre outros, o Banco Central Europeu e o Deutsche Bank têm a sua sede em Frankfurt. A Bolsa de valores de Frankfurt é a maior bolsa de valores da Alemanha e quarta maior do mundo.
Frankfurt am Main possui a terceira maior área de exposição do mundo onde realizam-se anualmente mais de 50 feiras e exposições, entre elas a Internationale Automobil-Ausstellung (feira internacional da indústria automobilística) e a Feira do Livro de Frankfurt. A rua Zeil, uma das ruas principais da cidade, apresenta o volume de negócios mais forte da Alemanha.

### Bancos centrais

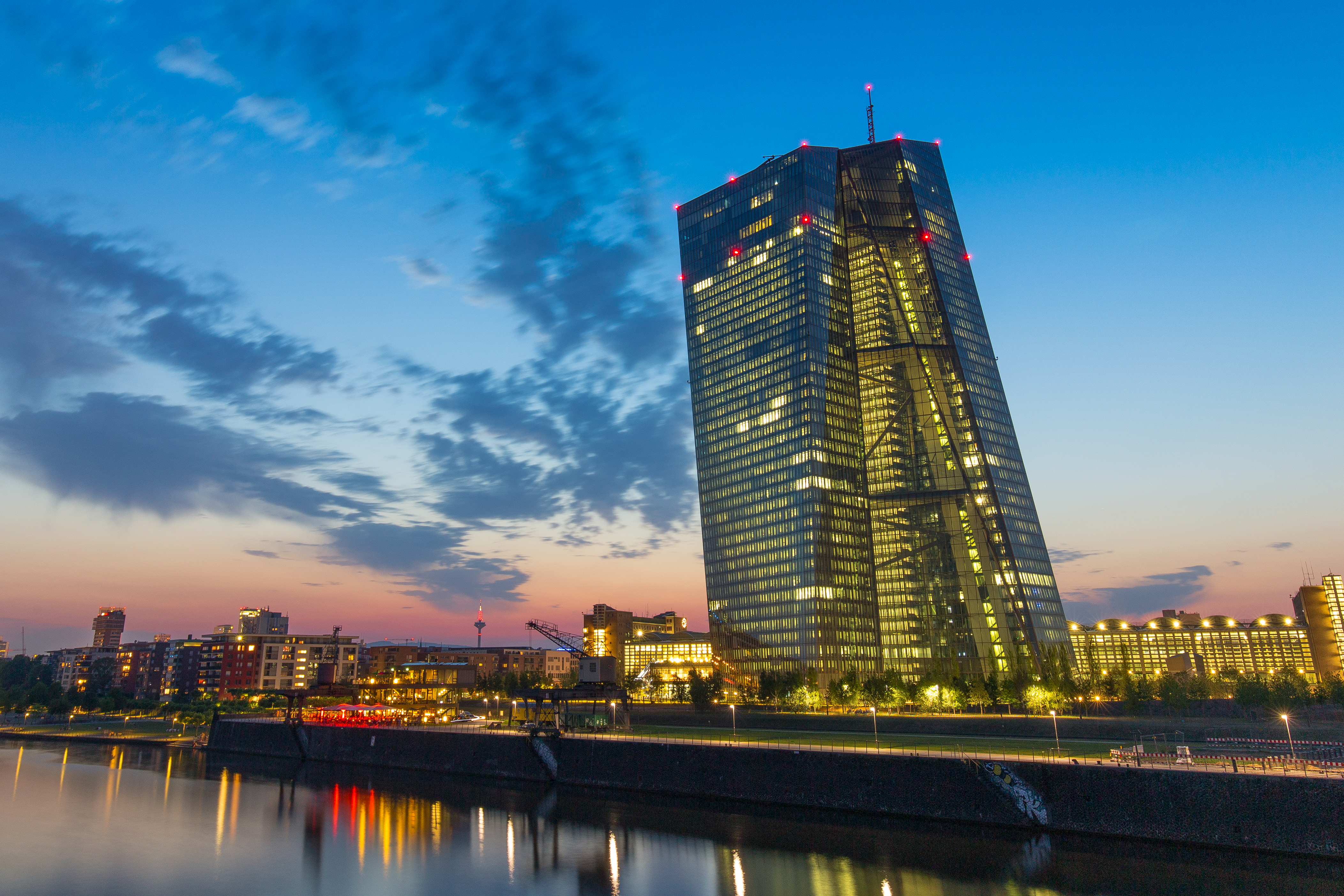
Sede do Banco Central Europeu

Frankfurt é o lar de dois importantes bancos centrais. O Banco Central Europeu (Europäische Zentralbank) é um dos bancos centrais mais importantes do mundo. O BCE estabelece a política monetária para a Zona Euro, constituída por 19 Estados membros da União Europeia que adotaram o euro (€) como moeda comum. Desde 1998, a sede do BCE estava localizada na Eurotower em Willy-Brandt-Platz e em outros dois locais mais próximos até se mudar para o distrito de Ostende, composto pelo antigo salão do mercadão local (Großmarkthalle) e um arranha-céus recém-construído de 185 metros. O novo complexo de edifícios acomoda até 2.300 funcionários da instituição financeira. A localização fica a poucos quilômetros do centro da cidade e faz fronteira com uma área industrial, bem como o Osthafen (Porto Leste), foi escolhido principalmente por causa de suas grandes instalações que permitem ao BCE instalar sistemas de segurança sem cercas altas.
O Banco Federal Alemão (Deutsche Bundesbank), localizado em Ginnheim, foi estabelecido em 1957 como o banco central da República Federal da Alemanha. Até que o euro (€) tenha sido introduzido em 1999, o Deutsche Bundesbank foi responsável pela política monetária da Alemanha e pela moeda alemã, o marco alemão (DM). O Bundesbank era muito respeitado pelo seu controle da inflação na segunda metade do século XX. Hoje, o Bundesbank é parte integrante do Sistema Europeu de Bancos Centrais (SEBC), que é formado por todos os 27 Estados-membros da União Europeia.

### Bolsa de valores

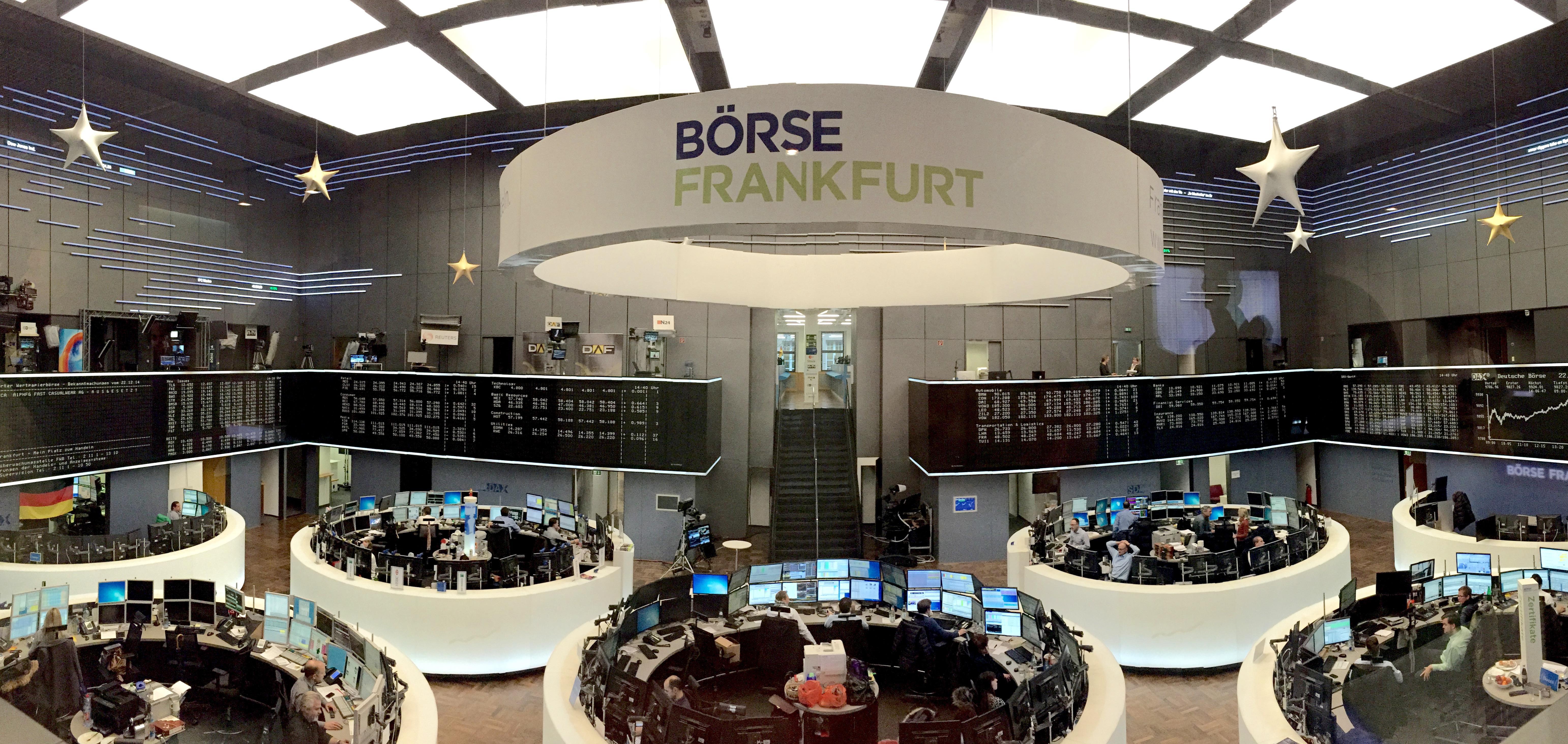
Bolsa de Valores de Frankfurt.

A Bolsa de Valores de Frankfurt (Frankfurter Wertpapierbörse) começou no século IX. No século XVI, Frankfurt tornou-se um importante polo europeu para feiras e serviços financeiros. Atualmente, a bolsa é, de longe, a maior da Alemanha, com um volume de negócios de mais de 90% do mercado de ações alemão e é a terceira maior da Europa, após a Bolsa de Valores de Londres e a filial europeia da NYSE, a Euronext. O índice de mercado de ações mais importante é o DAX, o índice das 30 maiores empresas comerciais alemãs listadas na bolsa de valores. A bolsa de valores é detida e operada pela Deutsche Börse, que também é listada no DAX e possui a bolsa europeia de futuros Eurex e a Clearstream Company Clearstream. A negociação ocorre exclusivamente através do sistema de negociação Xetra. Está localizado no centro da cidade na Börsenplatz. A sede da Deutsche Börse está formalmente registrada em Frankfurt, mas transferiu a maioria de seus funcionários para um grande aumento chamado "The Cube" em Eschborn em 2010, principalmente devido a impostos corporativos locais significativamente menores.

## Infraestrutura

### Transportes

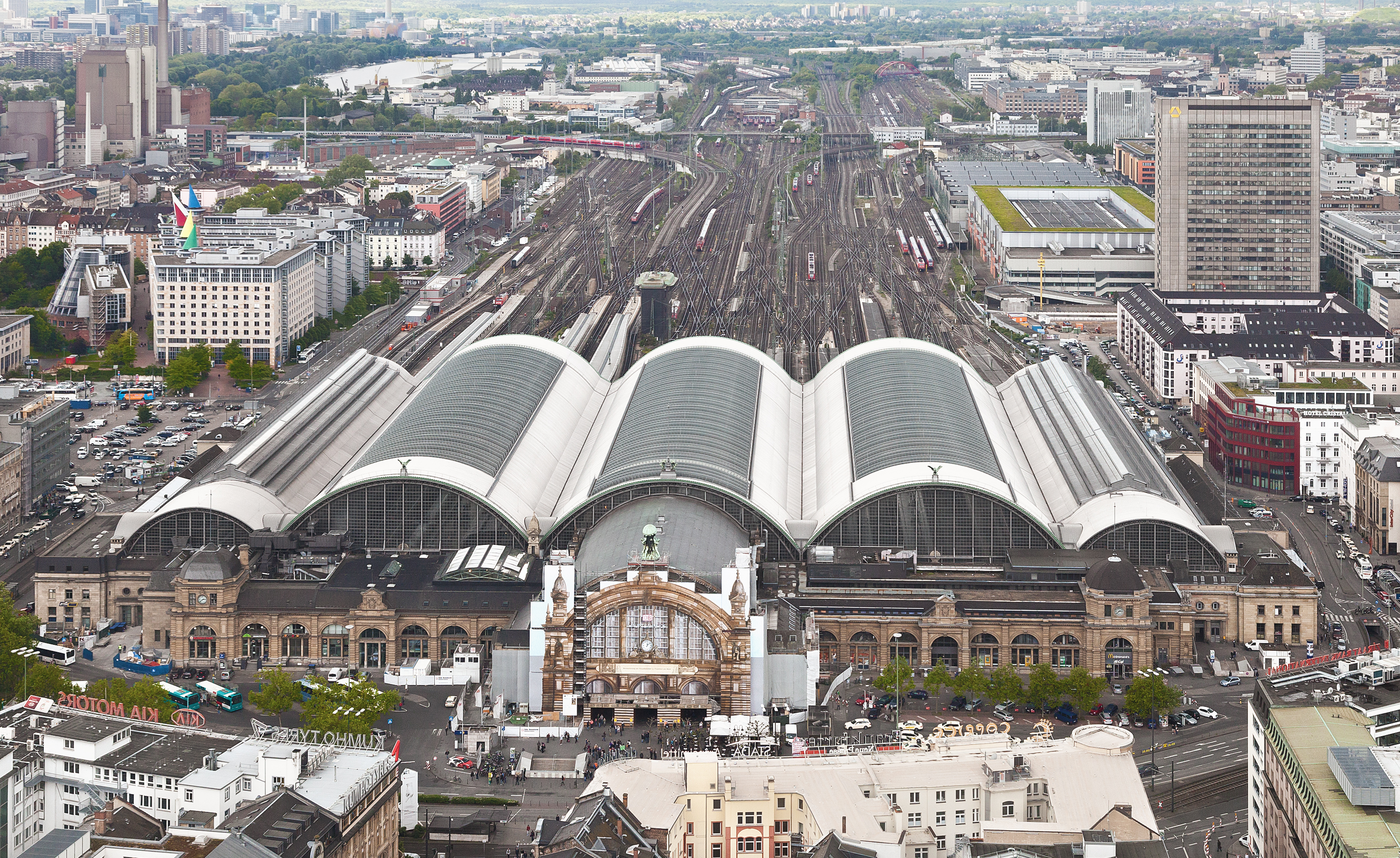
Frankfurt Hauptbahnhof (Estação Central).

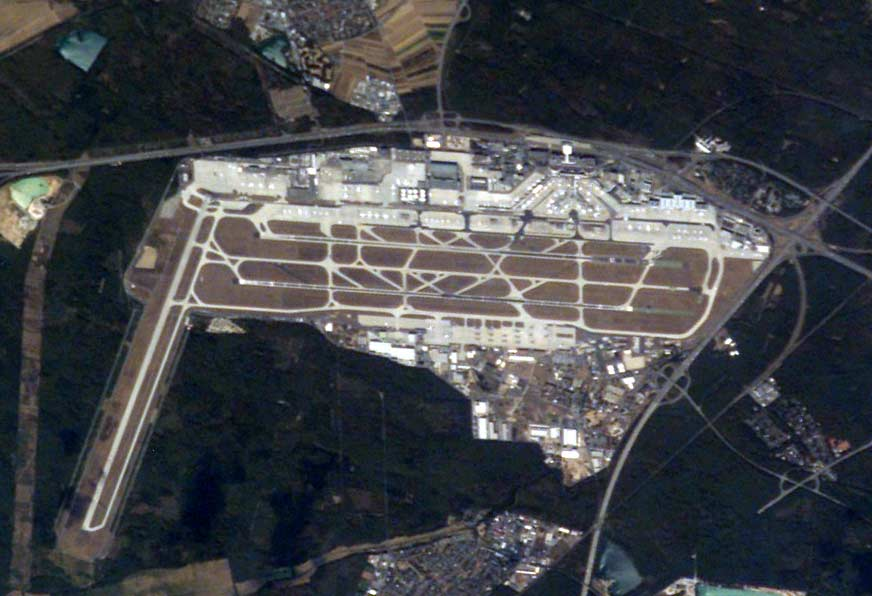
Aeroporto de Frankfurt.

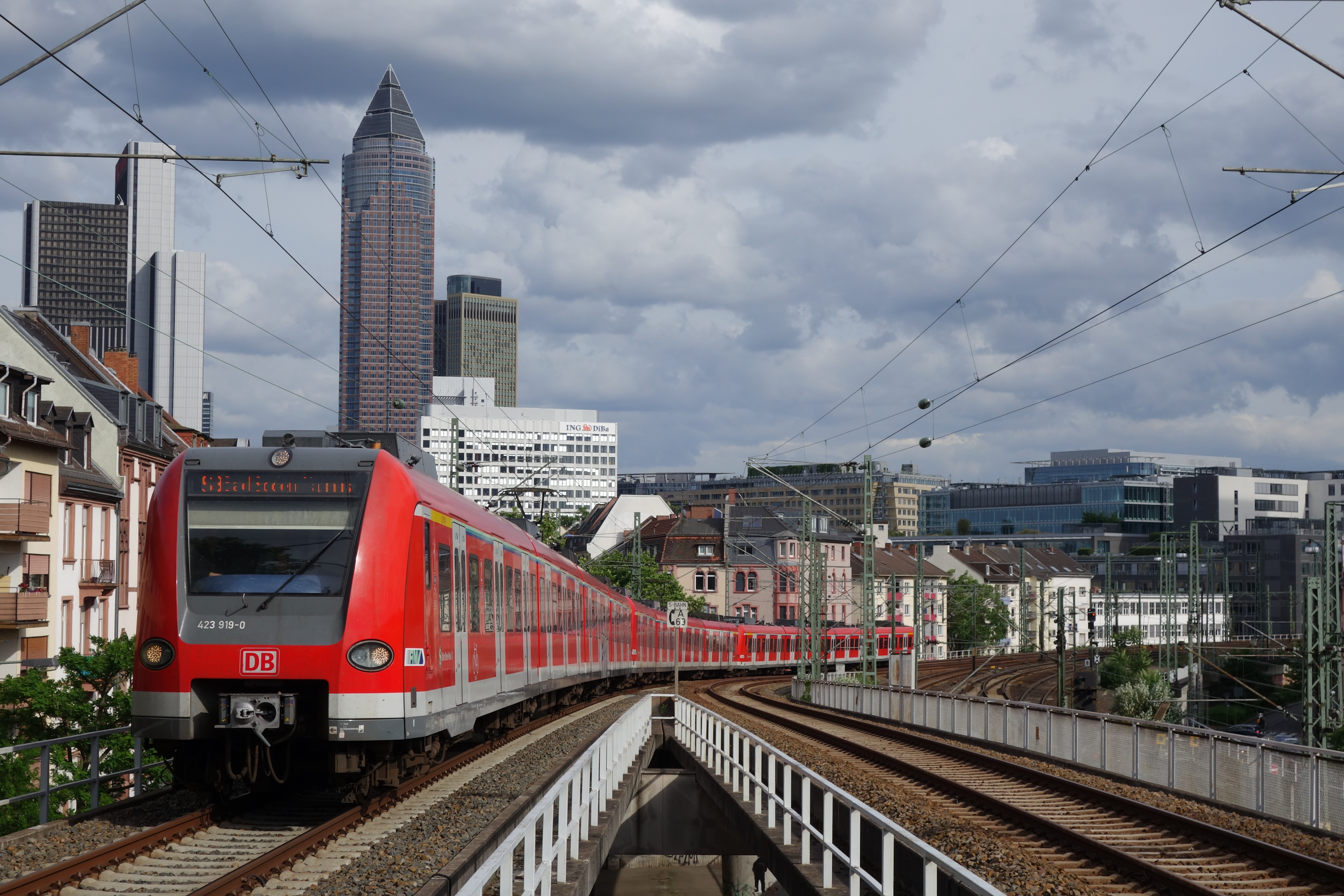
S-Bahn Reno-Meno

A cidade dispõe de um sistema de transporte público urbano e suburbano. A exploração da rede de metro é efectuada pela Metro de Frankfurt e a rede ferroviária suburbana pela S-Bahn Reno-Meno. As principais estações são: Frankfurt Hauptbahnhof (a estação central da cidade) e Frankfurt (Main) Flughafen Fernbahnhof, a estação do Aeroporto Internacional de Frankfurt. A Estação Central de Frankfurt (Frankfurt Hauptbahnhof, muitas vezes abreviada como Frankfurt (Main) Hbf ou F-Hbf) é a maior estação ferroviária da Alemanha por tráfego ferroviário. Ela serve de centro importante para comboios de longa distância (InterCity, ICE) e comboios regionais, bem como para o sistema de transportes públicos da cidade.
Frankfurt am Main e a sua área metropolitana são atravessadas por inúmeras auto-estradas. Entre outros, os jornais Frankfurter Allgemeine Zeitung e Frankfurter Rundschau estão sediados em Frankfurt am Main.
A cidade pode ser acessada de todo o mundo através do Aeroporto de Frankfurt (Flughafen Frankfurt am Main) localizado a 12 km a sudoeste do centro da cidade. O aeroporto tem quatro pistas e serve 265 destinos sem parar. Dirigido pela empresa de transportes Fraport, está entre os aeroportos mais movimentados do mundo pelo tráfego de passageiros e é o aeroporto mais movimentado pelo tráfego de carga na Europa. O aeroporto também serve como um hub para a Condor e da Lufthansa.
Apesar do nome, o Aeroporto de Frankfurt-Hahn (Flughafen Frankfurt-Hahn) está situado a aproximadamente 120 km da cidade de Lautzenhausen (Renânia-Palatinado). O aeroporto de Hahn é uma base importante para a transportadora de baixo custo Ryanair.

## Cultura

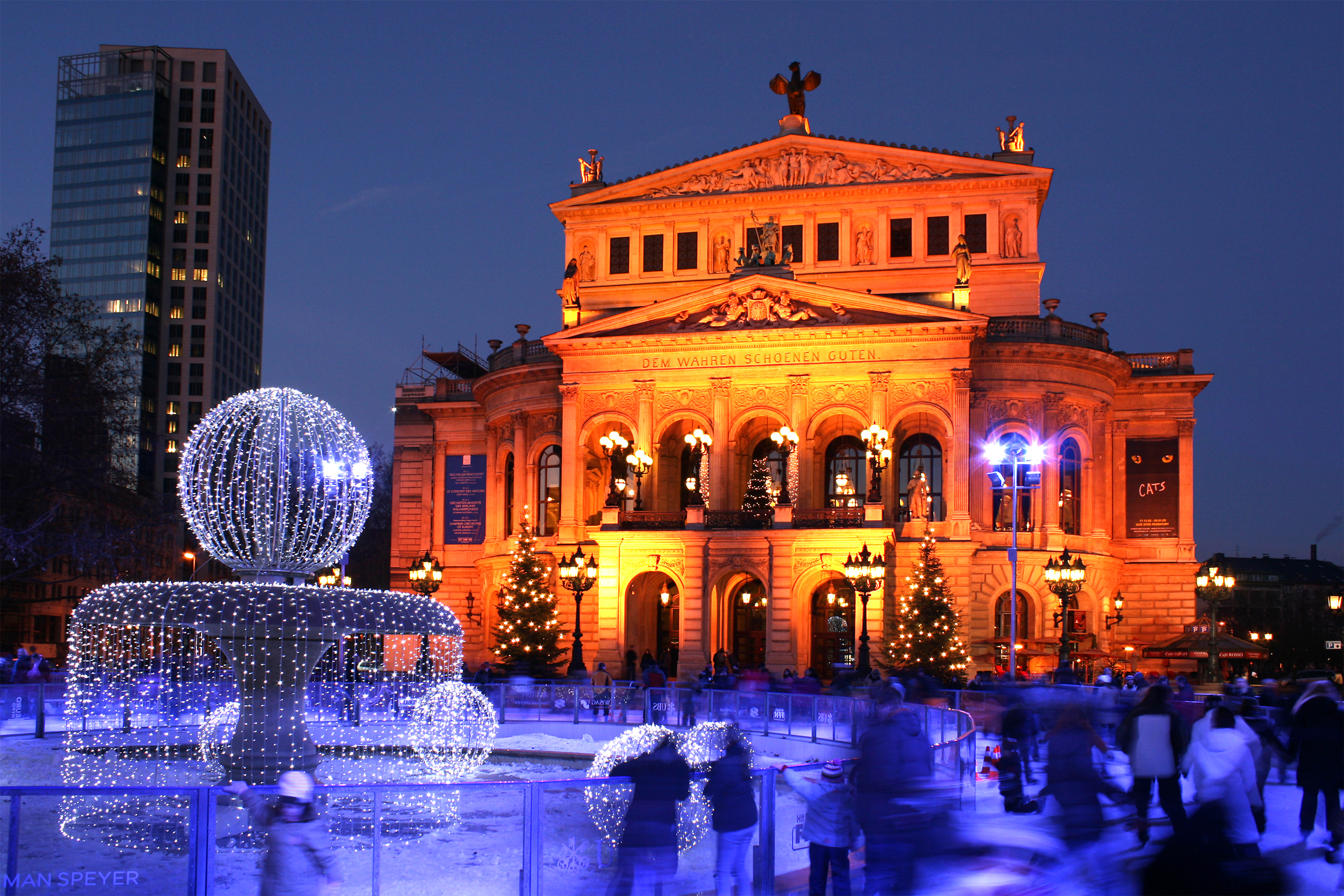
Alte Oper, Antiga Ópera

Frankfurt am Main é a cidade natal de Goethe, de Anne Frank e da Escola de Frankfurt, sendo um centro cultural de reputação nacional e internacional. Cerca de 60 museus e galerias de exposição encontram-se nas proximidades ou em local central da cidade. Frankfurt am Main é uma das sedes da Biblioteca Nacional da Alemanha.

### Esportes
A Federação Alemã de Futebol está sediada em Frankfurt. O principal clube de futebol da cidade é o Eintracht Frankfurt que disputa a Bundesliga. O Fußballsportverein Frankfurt 1899 disputa a quarta divisão do futebol alemão (Regionalliga). O principal clube de futebol americano da cidade é o Frankfurt Universe que disputa a German Football League. O estádio Deutsche Bank Park abrigou alguns dos jogos da Copa das Confederações 2005 e da Copa do Mundo de 2006, além de partidas da Copa do Mundo FIFA de 1974, ainda com o nome "Waldstadion".